# Erwin und Elmire

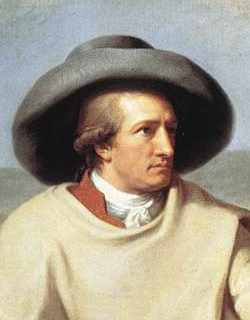
Tischbein: Goethe 1787 in Rom

Erwin und Elmire ist ein Singspiel mit dem Libretto von Johann Wolfgang von Goethe. Die erste Fassung wurde am 13. September 1775 in Frankfurt am Main mit der Marchandschen Truppe, die zweite am 10. Juni 1796 von Luise von Göchhausen in Weimar aufgeführt. Das Gedicht Das Veilchen aus dem Werk vertonte Mozart am 8. Juni 1785 (KV 476).

## Ein Schauspiel mit Gesang (1773–1775)
Sieh! wie ist der Tag so schön;
Komm, laß uns in Garten gehn.
Sieh! die Blumen blühen all,
Hör! es schlägt die Nachtigall

Goethes Gartenhaus 1830

singt Olimpia und möchte mit dem Gesang ihre Tochter Elmire aufheitern. Eigentlich hat Elmire Glück, denn die Mutter lässt ihr bei der Gattenwahl freie Hand: Nimm, welchen du willst von den sechsen! Mehr noch, Olimpia meint, die Ehe ist für Elmire angebracht, und wenn ein Weib Menschenverstand hat, kann sie sich in alles fügen.
Zunächst hat Elmire Ausflüchte: Ich habe immer mehr für mich gelebt als für andere. Olimpia weiß es besser. Erwin ist der Richtige für Elmire. Seine Geschicklichkeit, sein Fleiß ersetzte den Mangel eignes Vermögens... Er ist von gutem Hause. Nun bricht die Wahrheit aus Elmire heraus. Ihr Kaltsinn war es, der ihn fort getrieben hat.
Mein Stolz hat ihm das Herz gebrochen.
Elmire ist außer sich und befürchtet das Schlimmste. Wenn er nun nicht nur seine Mutter, seine Freunde, sondern vielleicht die Welt verließ – Schrecklicher Gedanke!
Aber mit der Mutter Olimpia im Bunde ist der gute alte Bernardo, ehemals Elmires französischer Sprachmeister, Freund und Vertrauter. Olimpia und Bernardo wollen Elmires Glück, wollen Elmire wieder mit Erwin zusammenbringen. Diesen Plan führt Bernardo nun durch. Zunächst aber schlägt er in Elmires Kerbe.
Hin ist hin,
Und tot ist tot!
Recht hat Bernardo, fügt Elmire bei und beklagt Erwins Abwesenheit. Ich habe ihn gepeinigt, ich hab ihn unglücklich gemacht... ich hatte sein Herz mit Füßen getreten.
Doch Bernardo kennt Elmire. Sie sei im Grunde gut. Elmire muss widersprechen. Bernardo weiß weiter. Er empfiehlt Elmire einen Beichtiger mit langem weißem Bart, der draußen im Wald als Einsiedler wohnt und dem sie sich anvertrauen sollte. Elmire geht in ihrer Not auf den Vorschlag ein.
Ich muß, ich muß ihn sehen,
Den göttergleichen Mann!
Szenenwechsel. Natürlich ist Erwin jener Einsiedler. Er spricht das Innere Wühlen aus: Ich sehe sie hier, sie ist immer gegenwärtig vor meiner Seele und meint Elmire. Bernardo kommt und rät ihm zu einer anderen. Erwin will nichts davon wissen. Bernardo ruft:
Erwin! – Sie liebt dich.
Der gute Alte hat gleich das Passende für Erwins Kostümierung als heiliger Mann im Gepäck. Und schon kommt Elmire in der äußersten Verlegenheit das Tal herauf geschlendert und seufzt:
Sieh mich, Heilger, wie ich bin,
Eine arme Sünderin
und wird konkret.
Ich vernahm sein stummes Flehn,
Und ich konnt ihn zehren sehn.
Erwin erfasst bald die Situation und jubiliert:
Ha! sie liebt mich!
Sie liebt mich!
Er schickt Elmire fort, aber nur ein Stückchen. Dann eilt er ihr nach und legt die Verkleidung ab. Elmire verspricht Erwin am Ende des Spiels:
All mein künftig Leben
Liebster! weih ich dir.

## Ein Singspiel (1787)

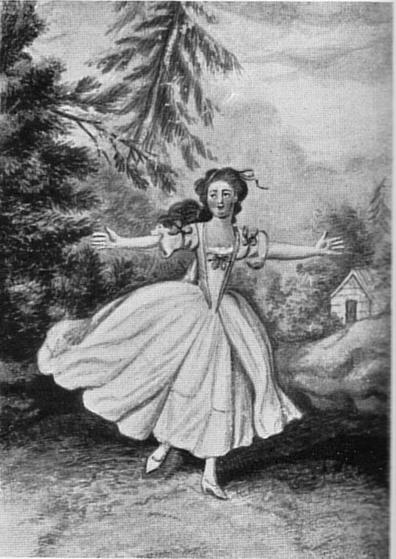
Demoiselle Huber als Elmire. Zeichnung von Chodowiecki.

1786 schrieb Goethe an seinen Freund, den Komponisten Philipp Christoph Kayser: „Mit Erwin und Elmire habe ich vor Statt Mutter und Bernardo noch ein Paar iunge Leute einzuführen die aus eine andre Weise in Liebes Uneinigkeit leben, also zwey Intriguen die sich zusammenschlingen und am Ende beyde sich in der Einsiedeley auflösen. Vom Gegenwärtigen bliebe nichts als die singbarsten Stücke die Sie auswählen könnten.“
Doch Kayser vollendete den Kompositionsauftrag nicht.

## Erstdruck und Vertonung
Die 1. Fassung wurde im Märzheft 1775 der Zeitschrift Iris gedruckt. Der Erstdruck der 2. Fassung ist im 1788 erschienenen 5. Band von Goethes Schriften enthalten.
Das Singspiel wurde unter anderem vertont von:
1. Fassung
- Johann André (Offenbach(?), Berlin und Frankfurt 1775)
- Anton Schweitzer (1775, Aufführung nicht nachgewiesen)[6]
- Herzogin Anna Amalia (Weimar 1776)
- Carl Christian Agthe (Reval 1776)
- Ernst Wilhelm Wolf (Weimar 1780)[7]
- Othmar Schoeck (Zürich 1916)

2. Fassung
- Johann Friedrich Reichardt (komponiert 1790–1791, konzertante Aufführung Berlin 1793)[8]

Von den Vertonungen durch Herzogin Anna Amalia, Johann Friedrich Reichardt und Othmar Schoeck wurden CD-Aufnahmen produziert. Manche dieser Aufnahmen beschränken sich auf die musikalischen Teile des Stücks; der Dialogtext wurde weggelassen oder durch einen zusammenfassenden Erzählertext ersetzt.

## Aufführungen
- Luise von Göchhausen[9] schrieb Anfang Juni 1796 an Goethe: „Wir gedenken Morgen Abend vor einer kleinen Gesellschaft bey verschloßnen Thüren Ihre Operette, Erwin und Elimire, zu spielen. Die Herzogin weiß nichts davon, und wir hoffen, ihr eine kleine Freude damit zu machen. Nun kommt die Bitte! Sie mögten uns das Theater, nebst denen dazu gehörigen 2 Decorationen und der Beleuchtung gütigst erlauben. Solte die Beleuchtung Schwürigkeiten machen, so wollen wir uns auch gern zu herbey schaffung der Lichter verstehn.“
- Nachdem das Stück 1777 die Münchner Zensur passiert hatte, erschien es dort im Churfürstlichen Theater.[10]

## Selbstzeugnisse

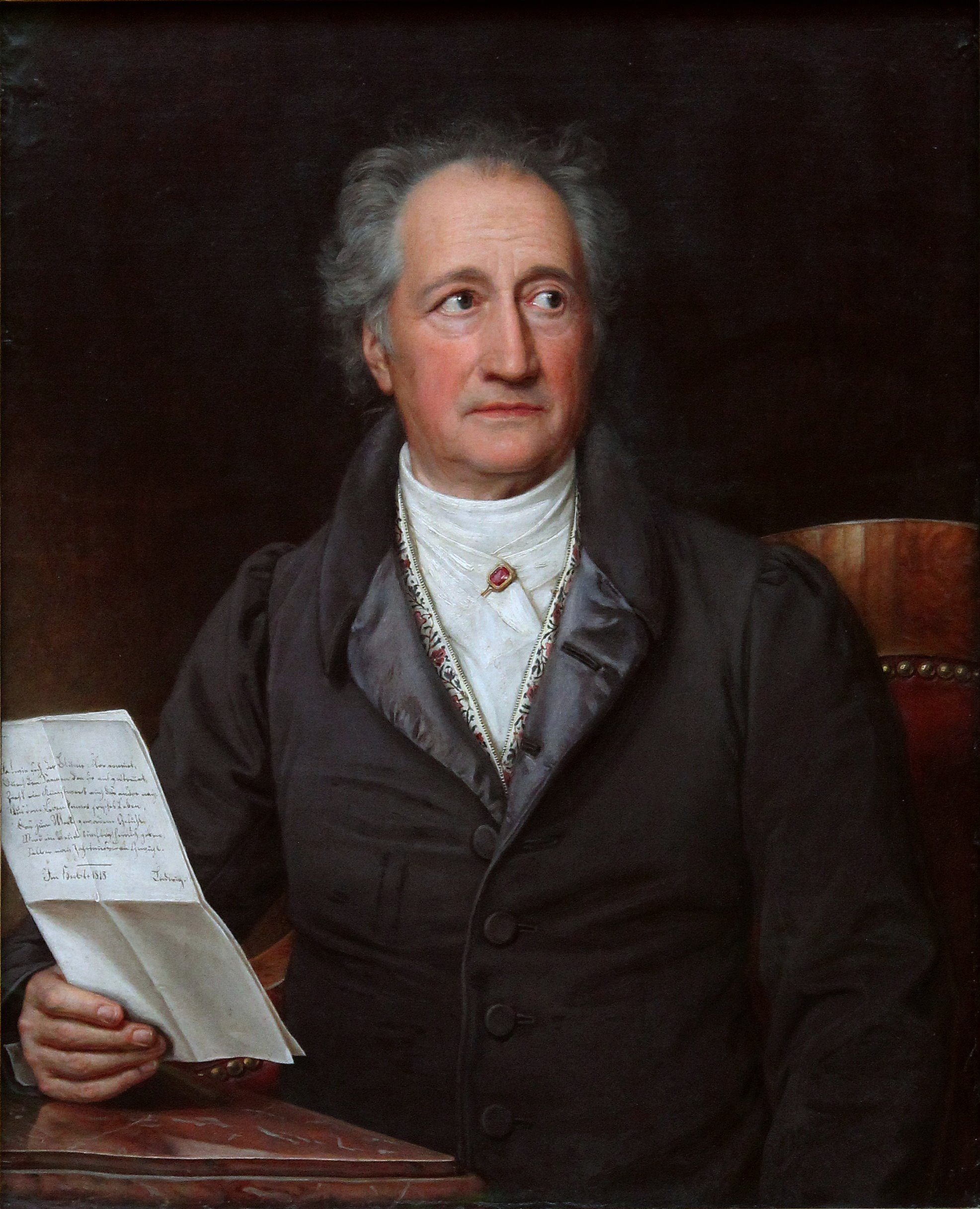
Goethe im Jahre 1828

„„Erwin und Elmire“ sowie „Claudine von Villa Bella“ sollten nun auch nach Deutschland abgesendet werden; ich hatte mich aber durch die Bearbeitung „Egmonts“ in meinen Forderungen gegen mich selbst dergestalt gesteigert, daß ich nicht über mich gewinnen konnte, sie in ihrer ersten Form dahinzugeben. Gar manches Lyrische, das sie enthalten, war mir lieb und wert; es zeugte von vielen zwar töricht, aber doch glücklich verlebten Stunden, wie von Schmerz und Kummer, welchen die Jugend in ihrer unberatenen Lebhaftigkeit ausgesetzt bleibt. Der prosaische Dialog dagegen erinnerte zu sehr an jene französischen Operetten, denen wir zwar ein freundliches Andenken zu gönnen haben, indem sie zuerst ein heiteres singbares Wesen auf unser Theater herüberbrachten, die mir aber jetzt nicht mehr genügen wollten als einem eingebürgerten Italiener, der den melodischen Gesang durch einen rezitierenden und deklamatorischen wenigstens wollte verknüpft sehen. In diesem Sinne wird man nunmehr beide Opern bearbeitet finden; ihre Kompositionen haben hie und da Freude gemacht, und so sind sie auf dem dramatischen Strom auch zu ihrer Zeit mit vorübergeschwommen.“

„Schreibt mir bald wie es euch gefällt auch wie Erwin gefallen hat. Ihr müßt immer dencken daß diese Stücke gespielt und gesungen werden müssen, zum Lesen, auch zum blosen Aufführen hätte man sie viel besser machen können und müssen.“

„Ich habe zeither fleisig an meinen Operibus fort geboßelt und getüftelt. Erwin, Claudine, Lila, Jeri ist alles in bester Ordnung.“

„Später Claudine von Villa Bella und Erwin und Elmire gelesen.“